# Ghost Machine
Ghost Machine (Brasil: Game Over - Ameaça Virtual ) é um filme britânico de 2009, do gênero ficção científica, dirigido por Chris Hartwill e com base no roteiro do escritor Sven Hughes e Malaquias Smyth. Foi estrelado por Rachael Taylor, Sean Faris e Luke Ford.

## Elenco
- Sean Faris ... Tom
- Rachael Taylor ... Jess
- Luke Ford ... Vic
- Jonathan Harden ... Benny
- Hatla Williams ... Prisoner K
- Sam Corry ... Iain
- Richard Dormer ... Taggert
- Joshua Dallas ... Bragg

## Trilha sonora
A trilha sonora foi composta por Bill Grishaw.